# 偏心
偏心 (へんしん)とは、構造物の重心(質量の中心)が剛心(剛性の中心)から離れていることをいう。偏心の度合いを偏心率という。重心と剛心が一致している場合には偏心が0となり、重心が剛心から大きく外れた位置にあるほど偏心率は高くなる。

## 偏心と構造物の挙動
外力が加わったときに、構造物は剛心を中心とし、重心が振り回されるように揺れ、ねじれを生じる。同等の質量・同等の壁の量を持つ建築物ならば、偏心が大きいほどその揺れは大きくなりやすい。
建築物では、この偏心率が耐震上重要な要素となる。平成12年度の建築基準法改正のさいには、建築物の各階の偏心率を0.15以下にすべきであると規定された。

## 偏心の生じるケースの例
大きな偏心が生じる構造の代表例として、日本の戸建住宅に多い平面構成が挙げられる。陽光を採り入れるために広いリビング・ダイニングを南側に配置し、北側に便所や浴室などを配置するというケースは多いが、壁の密集した北側に剛心が偏りやすくなる。その結果、地震の際には北側を軸とするように建物が振られ、壁の少ない南側が損傷しやすくなる。
また、オフィスビルなどでは、オフィスやロビーとして用いられる部分は広々とした空間をとるために壁を減らす一方で、エレベータなどを一箇所に集めたコアには壁が集中し、剛性の高い要素となる。偏った位置にコアを配置した場合には大きな偏心を生じることとなる。このような問題を防ぐため、建物の中央のみ、もしくは両端にコアを配置する対称性のある設計で偏心を防ぐことが多い。
その他、一階の片側に壁の少ないピロティを配置する、偏った位置に巨大なアトリウム空間を配置するといったケースで大きな偏心が生じる。特に一階の片端にのみ置かれたピロティなどは、剪断力に抵抗する壁がないこともあいまって、破壊されやすい。

## 算出方法
2次元における偏心率は以下のように算出する。
x-y 座標系において、重心を{\displaystyle G(g_{x},g_{y})} 、剛心を{\displaystyle S(s_{x},s_{y})} とする。各々の剛性要素のもつ剛力を{\displaystyle lx}(x方向), {\displaystyle ly}(y方向)で表す。
1. 剛心の算出 
x 方向 : {\displaystyle s_{y}={\frac {\sum {l_{x}y}}{\sum {l_{x}}}}}
y 方向 : {\displaystyle s_{x}={\frac {\sum {l_{y}x}}{\sum {l_{y}}}}}
2. 偏心距離の算出
x方向 : {\displaystyle e_{y}=\mid s_{y}-g_{y}\mid }
y方向 : {\displaystyle e_{x}=\mid s_{x}-g_{x}\mid }
3. 弾力半径の算出
x方向 : {\displaystyle r_{ex}={\sqrt {\frac {\sum {l_{x}(y-s_{y})^{2}}+\sum {l_{y}(x-s_{x})^{2}}}{\sum {l_{x}}}}}}
y方向 : {\displaystyle r_{ey}={\sqrt {\frac {\sum {l_{y}(x-s_{x})^{2}}+\sum {l_{x}(y-s_{y})^{2}}}{\sum {l_{y}}}}}}
4. 偏心率の算出
x方向 : {\displaystyle R_{ex}={\frac {e_{y}}{r_{ex}}}}
y方向 :  {\displaystyle R_{ey}={\frac {e_{x}}{r_{ey}}}}